# Palmácia
Palmácia là một đô thị thuộc bang Ceará, Brasil. Đô thị này có diện tích 117,816 km², dân số năm 2007 là 9634 người, mật độ 81,77 người/km².